# حركة امتداد
 حركة امتداد هي كيان سياسي شعبي ديمقراطي يأتي إمتدادا لثورة تشرين وتضحيات أبنائها، كيان يأخذ على عاتقه بذل كل الجهد ووضع البرامج لتحقيق آمال وطموحات الشعب العراقي في حياة ومستقبل أفضل من النظام السياسي السابق كما هي كيان سياسي للعراقيين كافة على تنوع أنتماءاتهم القومية والدينية والمذهبية، يتشكل من أنصهار التجمعات والمكونات العراقية الوطنية المؤمنة بوحدة العراق الفيدرالي وأن العراق لكل العراقيين وهي كيان يؤمن بالعدالة والديمقراطية.

## الأهداف
تهدف حركة إمتداد إلى بناء دولة مدنية تتخذ المواطنة مبدأ لتحقيق الحرية والمساواة والعدالة الاجتماعية بين أفراد المجتمع العراقي، كما تهدف إلى دولة مدنية تفصل الدين عن السياسة وتهدف إلى تغيير كامل في السياسة الاقتصادية بما يضمن تحويل العراق إلى بلد إنتاجي واستثمار كافة موارده الاقتصادية والبشرية فضلًا عن اقامة علاقات خارجية سياسية متوازنة بما لا يمس السيادة الوطنية مبنية على حسن الجوار والاحترام المتبادل لسيادة الدول وشؤونها الداخلية وتهدف أيضا إلى تغيير النظام البرلماني إلى نظام رئاسي أو شبه رئاسي وإجراء تعديلات دستورية لأن الدستور هو عقد اجتماعي بين الدولة والشعب ويجب ان يتغير بتغير المعطيات التي تطرأ على المجتمع وبما ينسجم مع طموح الشعب وتطلعاته، ومن أهم المبادئ النهوض بالواقع الاقتصادي وتوفير الخدمات وأيضا إعطاء الشباب الدور الحقيقي في بناء الدولة وتحقيق الرفاهية والسيادة.

## الإنتخابات البرلمانية في 2021
انضمّت حركة امتداد في انتخابات 2021 منفردة وحصدت الحركة في البداية 9 مقاعد وجاء ذلك قبل إعلان إستقالة أعضاء الكتلة الصدرية الفائزين في تلك المرحلة و بأمر من زعيمهم مقتدى الصدر، بعدها استقرّت الحركة وحصدت بالمجمل 15 مقعدًا في أول دوره برلمانية لها في مجلس النواب العراقي
، وتوزعت المقاعد كالآتي:
- ذي قار 5 مقاعد

وحصد الأمين العام للحركة علاء الركابي على 34،795 صوت صحيح في الدائرة الانتخابية الأولى، إضافة إلى نيسان الزاير داوود العيدان دكتور فلاح الهلالي و اخيراً كاظم الفياض الناصرية
- بغداد 3 مقاعد

وحصد النائب صائب خلف صاحب مقعدًا في الدائرة الخامسة / الرصافة، وحصدت النائب فاتن محي محسن مقعدًا في الدائرة التاسعة / الرصافة، و حصدت ايضًا النائب كفاح عبد المحسن كاظم مقعدًا في الدائرة الثانية/ الرصافة بغداد
- النجف 3 مقاعد

حصد النائب الدكتور حميد عباس الشبلاوي على 15،813 صوت صحيح في الدائرة الانتخابية الثالثة فيما حصدت النائب فاطمة مجيد العيساوي مقعدًا في الدائرة الأولى و حصد ايضًا النائب احمد مجيد متعب مقعدًا في الدائرة الثانية النجف
- الديوانية 2 مقعد

حصد النائب محمد نوري الخزاعي على 8739 صوت صحيح في الدائرة الانتخابية الأولى فيما حصدت النائب نور نافع علي على مقعد في نفس الدائرة القادسية
- بابل 1 مقاعد

و حصدت النائب نداء حسن ماضي الكريطي على مقعد في الدائرة الثانية الحلة
- كربلاء 1 مقاعد

و حصد النائب ضياء كاظم هندي على مقعد في الدائرة الثالثة كربلاء

## الخلفية
أعلن ناشطون عراقيون في الاحتجاجات الشعبية، الجمعة الموافق الخامس عشر من يناير 2021، عن تشكيل كيان سياسي جديد، وجاء الإعلان في مؤتمر صحفي عقده ناشطون في مدينة السماوة مركز محافظة المثنى، جنوبي البلاد، وقال الناشط البارز في احتجاجات محافظة ذي قار علاء الركابي، خلال المؤتمر، إنه «سيتزعم التكتل الجديد الذي يحمل اسم (حركة امتداد)»، وأضاف أن الحركة «ستكون بمثابة صوت الاحتجاجات الشعبية لخوض الانتخابات التشريعية العراقية 2021»، كما أشار الركابي، خلال المؤتمر الذي شارك فيه ناشطون في الاحتجاجات من محافظات ذي قار، والمثنى، وبابل، والديوانية، إن حركة امتداد ستواجه فساد النظام القائم في البلاد»، وأردف أن الحركة «ستسعى للحصول على الأغلبية البرلمانية وأكد رئيس حركة امتداد علاء الركابي أن طريقين ينتظران حركتهم في الحكومة المقبلة، أحدهما استقطاب المستقلين من الفائزين في الانتخابات، وتشكيل كتلة كبيرة قد تستطيع تشكيل الحكومة، والآخر، اللجوء إلى خيار المعارضة السياسية»، وكان هذا أول تكتل سياسي يتم الإعلان عنه لتمثيل الحركة الاحتجاجية في الانتخابات البرلمانية العراقية المبكرة التي جرت في العاشر من أكتوبر2021.

## انشقاق الحركة
انشق 5 نواب من أصل 15 عن الحركة النيابية وطبقا لكتاب الاستقالة الجماعية الموقعة من النواب الخمسة، فإن استقالتهم جاءت بسبب خروج الحركة عن مبادئ تشرين العظيمة وتفرد الأمين العام لها بالقرارات المصيرية للحركة دون الرجوع إلى مؤسساتها، وتحدث كتاب الاستقالة عن اتهامات توجه إلى بعض نواب الحركة تتعلق بالخيانة والفساد دون دليل يذكر، ورفض النواب الخمسة ما وصفوه المنحى المبالغ فيه باعتبار الأمين العام هو الراعي الأوحد رغم الإخفاقات الكثيرة والمتكررة والمشخصة من قبل جمهور الحركة ونوابها التي أدت إلى تذويب طموحات وأحلام شبابنا الثائر المحتج الذي ائتمننا على مصالحه، وخلصوا إلى القول "قررنا الانسحاب من الحركة والحفاظ على مبادئنا كثوار ومحتجين ومعارضين للأحزاب النافذة كما عاهدنا جمهورنا وشعبنا"، وقال عضو الأمانة العامة ضياء الهندي عبر تغريدة: "في خطوة تصحيحية مهمة، ونظرا للأخطاء والتخبط في الفترة الماضية، قررت الأمانة العامة لحركة امتداد إعفاء السيد علاء الركابي من مهامه أمينا عاما" غير أن اتجاهات أخرى داخل الحركة تنفي قصة الإقالة وتنفي كذلك تقديم استقالة رسمية من قبل النواب الخمسة، ووعدت الحركة بإصدار بيان رسمي عن الأمانة العامة والمكتب السياسي لشرح تفاصيل ما حدث داخل الحرك،
فيما أعلنت عضو المكتب التنفيذي، مسؤول مكتب الطلبة والمرشحة السابقة عن الحركة نور نافع عليّ الجليحاوي, الاستقالة من الحركة و كشفت الأسباب وراء اتخاذ هذا القرار وأضافت "لكن بعد الاعتراف الصريح من قبل الأمين العام لحركة امتداد علاء الركابي، بشأن مشاركتهم بالتصويت لرئيس مجلس النواب محمد الحلبوسي، ولما نعتقده من أن أي شخص كان يتسلم منصباً في فترة ثورة تشرين، ولم يقف بشكل حقيقي مع أبناء الثورة، فهو يعد شريكاً لكل الذين شاركوا بقمع الشباب المحتج، بالإضافة إلى دوره في العملية السياسية" وتابعت "ولأننا نؤمن بأن مبادئ ثورة تشرين لا تتجزأ، وبأن دماء الشهداء وتضحيات الأمهات والشباب أسمى وأقدس من أي اتفاق يخالف توجهات تلك الثورة ويخالف توجهات عامة الشعب العراقي، وبعد أن ثبت لنا هذا التصويت الذي نرفضه، فإننا نعلن استقالتنا من حركة امتداد ولم نعد جزءاً منها ولا يمثلنا خطابها، آملين لهم أن يصححوا المسار وأن يعودوا لما ضحى من أجله العراقيون" ،وسبق أن تعرض الركابي لاتهامات عديدة تتعلق بضعف أدائه وقلة خبرته السياسية وميله الشديد للتفرد بالقرار، وكان طلبه من وزير المالية اعتماد الدولار في توزيع مرتبات القطاع العام لتلافي تغيير سعر صرف الدينار العراقي في أولى جلسات البرلمان من بين تلك التصرفات التي تعرض جرائها إلى جملة إنتقادات.